# Bernhard von Raesfeld
Bernhard von Raesfeld (* 9. November 1508; auf Haus Hameren bei Billerbeck; † 18. April 1574 in Münster) war vom 4. Dezember 1557 bis 25. Oktober 1566 Fürstbischof des Bistums Münster.

Wappen derer von Raesfeld

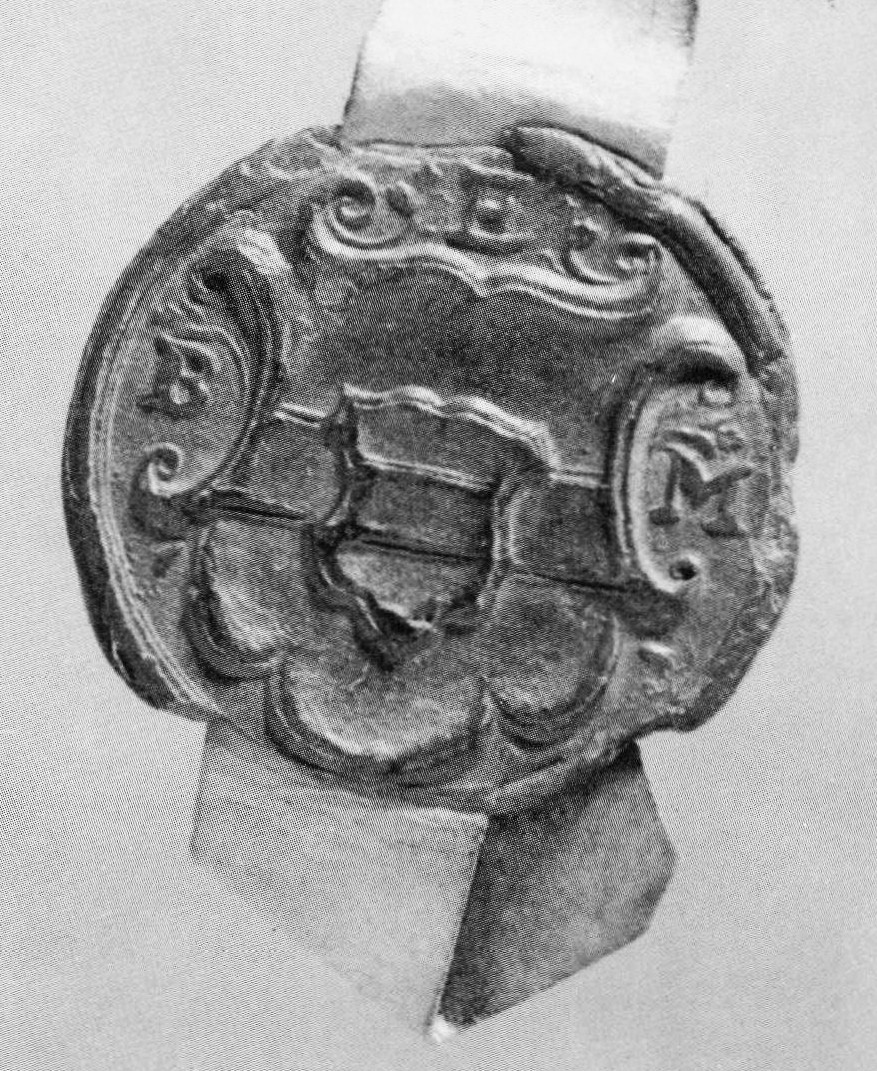
Siegel des Bernhard von Raesfeld, Fürstbischofs zu Münster (1560)

## Herkunft
Bernhard entstammte dem westfälischen Adelsgeschlecht Raesfeld. Seine seit 1506 verheirateten Eltern waren der Rittergutsbesitzer Arnd von Raesfeld zu Hameren (1479–1567) und Petronella von Merfeld zu Merfeld († 1534), die gemeinsam 20 Kinder hatten, darunter auch Bernhards Brüder Gottfried von Raesfeld (bedeutender Domdechant) und die Domherren Heinrich, Arnd, Bitter und Dietrich Franz. Nachdem der Vater verwitwet war, hatte er schon längere Zeit mit seiner Magd Adelheid Mensing zusammengelebt, ehe er sie 1555 heiratete, wodurch auch die sieben Kinder aus dieser Verbindung (möglicherweise waren auch Kinder mit einer weiteren Magd namens Christine darunter) legitimiert wurden.

## Geistliche Laufbahn
Da Bernhard nicht als Erbe des Ritterguts Hameren vorgesehen war, schlug er die geistliche Laufbahn ein. Traditionell geschah dies bei einem Sohn aus der Familie Raesfeld im Hochstift Münster, wo durch Vorfahren und Verwandte bereits beste Beziehungen zum dortigen Domkapitel bestanden. Bernhard von Raesfeld hatte als Kanoniker bzw. Domherr schon einige Ämter bekleidet (z. B. Domkellner und Propst des Stifts St. Mauritz und Inhaber des Archidiakonats zu Stadtlohn), als er am 4. Dezember 1557 bei Gelegenheit der Vakanz des Bischofsamtes im Alter von 49 Jahren vom Domkapitel von Münster zum Fürstbischof gewählt wurde.

## Fürstbischof von Münster
Nur widerwillig, und nachdem er die auf ihn gefallene Wahl erst abgelehnt hatte, nahm Bernhard auf eindringlichen Zuspruch seitens der Domkapitulare und der Landstände, die ihm zusicherten, ihn bei der Regierung so gut wie möglich zu unterstützen, die Fürstenwürde, die er mehr für eine Bürde hielt, an. Eine seiner ersten Amtshandlungen als Fürstbischof war 1558, einen gerichtlichen Vergleich zu bestätigen, nach dem es der Stadt Münster zustand, straffällig gewordene Geistliche bis zur Übergabe an die Gerichtsbarkeit des Bischofs gefangenzusetzen, allerdings nur in gelinde Haft. Zu den Reichstagen zu Augsburg sandte Bernhard von 1559 bis 1566 regelmäßig seinen Bruder Gottfried von Raesfeld, einen hochgelehrten Domherrn und geschickten Diplomaten. 1561 forderte Kaiser Ferdinand I. den Fürstbischof Bernhard zu einem Bericht über die von der Stadt Münster erbetene Bestätigung ihrer Privilegien auf. Bernhard bestätigte die Privilegien endlich 1566.

## Bedrohung des Hochstifts Münster
Im Sommer 1563 zog Herzog Erich II. von Braunschweig-Calenberg mit einem Heer gegen Münster und kündigte von Bramsche aus dem Fürstbischof Bernhard unter dem Vorwand rückständiger Zahlungen die Fehde an. Vergeblich baten die Bürger von Warendorf den Bischof um Hilfe gegen den bevorstehenden Überfall durch den Herzog. Notgedrungen öffneten sie am 19. Juli Erich die Tore der Stadt und zahlten 3000 Gulden Brandschatz. Schließlich konnte Bischof Bernhard gegen die Zahlung eines Lösegeldes von 32.000 Gulden den Abzug des Herzogs aus der münsteranischen Stadt aushandeln. Die Bevölkerung war damals allerdings über die bereitwillige Zahlung einer solch hohen Summe ohne den Versuch, den Herzog zu vertreiben, empört. Aber niemand war mit diesem unrühmlichen Verlauf unzufriedener als der Bischof selbst, doch die Umstände hatten ihn dazu gezwungen. Erst nachdem der zufriedene Herzog Erich abgezogen war, warb Bischof Bernhard mit Hilfe des Deutschordenkomturs Alhard von Hörde 300 bewaffnete Reiter.

## Resignation

### Gründe zur Resignation
Die enttäuschende Entwicklung der Kirchenreform führte bei Bernhard schon frühzeitig dazu, an Resignation zu denken. Das Domkapitel und auch Herzog Wilhelm von Jülich-Kleve-Berg baten ihn wiederholt, im Amt zu bleiben. 1563 nach dem Überfall durch Herzog Erich führte Bernhard als weitere Gründe für seine Rücktrittsgedanken an, dass die Landstände und das Domkapitel ihn bei seiner Regierung nicht so unterstützten wie anfangs zugesichert. Laut bestehender Ordnung hatte im Kriegsfall die Landschaft die auflaufenden Unkosten zu tragen. Bei dem jüngsten Überfall durch Herzog Erich hatte sich aber gezeigt, dass die Landstände zur Erfüllung ihrer diesbezüglichen Pflichten nicht geneigt waren, so dass Bischof Bernhard die Unkosten allein zu tragen hatte, was seinen Haushalt sehr belastete. Zudem seien die Einnahmen aus den Landsteuern in den letzten Jahren ohnedies erheblich gesunken, andererseits erforderten Hofhaltung und Regierung immer mehr Aufwand. Letztlich fügte Bernhard hinzu, dass statt es ihm vormals zugesagten Rat und Beistands er nur Uneinigkeit und Widerwärtigkeit bei den Landständen verspüre, wodurch die gemeine Wohlfahrt verhindert, gute Ordnung zerrüttet und das Verderben des Staates herbeigeführt werde.

### Resignation selbst

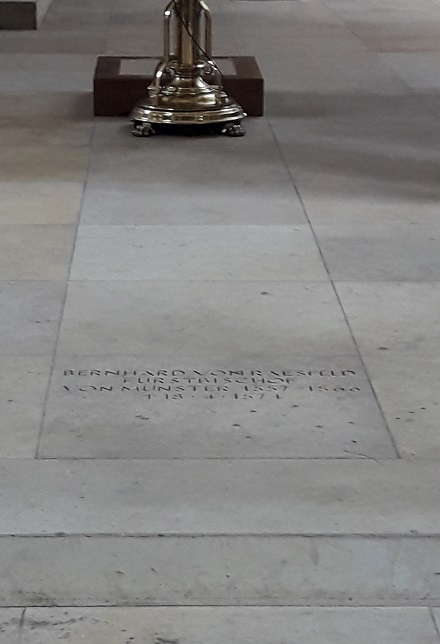
Grab von Bischof Bernhard von Raesfeld im Altarraum des Domes zu Münster/Westfalen, Deutschland

Als Konsequenz zog Bischof Bernhard mehrere Nachfolgekandidaten in Betracht, und als der Entschluss zur Resignation endgültig feststand, wurden am 13. Februar 1565 Gottfried Gropper und Gottschalk Freher beauftragt, in Rom um die erforderliche licentia resignandi zu bitten. Am 5. Dezember 1565 legte Bischof Bernhard die Bedingungen fest, unter denen er resignieren wollte. Der Tod von Papst Pius IV. am 9. Dezember 1565 verzögerte den Fortgang der Sache. Am 24. Oktober 1566 entband Fürstbischof Bernhard seine Amtleute und Untertanen vom Eid, und am Tag darauf legte er in Wolbeck, ohne dass er die licentia resignandi erhalten hatte (die Bischofsweihe hatte er übrigens auch nie empfangen), sein Amt zu Händen des Domkapitels von Münster nieder.

## Letzte Jahre
Bernhard zog sich auf die ihm eingeräumte Domkurie auf der Domimmunität in Münster zurück, wo er auch am 18. April 1574 gestorben ist. In Billerbeck, wo sein Elternhaus, Haus Hameren, steht, gründete er ein Armenhaus für je sechs Frauen und Männer. Im Übrigen hat er, ähnlich wie sein Vater und wie viele Domherren seiner Zeit, Kinder hinterlassen. Beigesetzt wurde Bischof Bernhard von Raesfeld im Dom zu Münster, ebenso wie später an seiner Seite seine Brüder Gottfried und Bitter.